# Melissa Collins
Melissa Collins, född 25 september 1976 i Montréal, är en kanadensisk vattenpolospelare som ingick i det kanadensiska landslaget vid olympiska sommarspelen 2000 och 2004.
Collins spelade sin första landskamp i september 1997. År 1998 avlade hon kandidatexamen i fysioterapi vid McGill University.
Collins spelade tre matcher i damernas vattenpoloturnering i samband med de olympiska vattenpolotävlingarna 2000 i Sydney där Kanada kom på femte plats. Hon spelade sedan fyra matcher i damernas vattenpoloturnering i samband med de olympiska vattenpolotävlingarna 2004 i Aten där Kanada kom på sjunde plats.
Collins tog guld i damernas vattenpoloturnering i samband med panamerikanska spelen 1999 i Winnipeg och  silver i damernas vattenpoloturnering i samband med panamerikanska spelen 2003 i Santo Domingo.